# 1818 no Brasil
Esta é uma cronologia dos acontecimentos do ano 1818 no Brasil.

## Eventos

### Maio
- 18 de maio - Fundada a cidade de Nova Friburgo, no Estado do Rio de Janeiro, da região serrana fluminense.

### Julho
- 5 de julho - Fundada a cidade de Itaguaí, no Estado do Rio de Janeiro, da região costa verde fluminense.

### Dezembro
- 4 de dezembro - A cidade de Santa Bárbara d'Oeste, São Paulo é fundada por Dona Margarida da Graça Martins.

## Mortes
- 30 de Junho - Dom Manuel de Almeida de Carvalho, bispo de Belém do Pará. (n. 1747).